# Regenbooggors
De regenbooggors (Passerina leclancherii) is een zangvogel uit de familie van de kardinaalachtigen (Cardinalidae).

## Kenmerken
Deze 14 cm grote vogel heeft een groenblauwe schedel, wangen en nek. Rond de ogen bevindt zich een heldergele band. De rug en flanken zijn witgevlekt, soms lichtgroen. De vogel heeft een lichtblauw gestreepte stuit. De staart en slagpennen zijn blauw gekleurd. De onderzijde is geel en de borst en bef zijn oranjerood. De ogen en snavel zijn bruin en de poten zijn licht roodbruin.

## Verspreiding en leefgebied
Deze soort is endemisch in het zuiden van Mexico en telt twee ondersoorten:
- Passerina leclancherii grandior: van Colima tot Chiapas (westelijk en zuidwestelijk Mexico).
- Passerina leclancherii leclancherii: de kust van centraal Guerrero (zuidwestelijk Mexico).